# مقبرة 23
مقبرة 23 وتعرف عالميا باسم WV23 (وإن تحولت إلى KV23 مع بداية مشروع تخطيط طيبة)، وتقع بالوادي الغربي بوادي الملوك بمصر، وهي المثوى الأخير لفرعون مصر خپر خپرو رع آي ثالث عشر ملوك الأسرة الثامنة عشر، والتي اكتشفت على يد عالم المصريات الإيطالي جوفاني باتيستا بلزوني خلال شتاء عام 1816، وهي مماثلة تماما في تصميمها الداخلي للمقبرة التي يعتقد أنها لإخناتون (مقبرة 55) من ناحية الممر الهابط الخال من النقوش والمؤد لحجرة البئر والتي لا تحوي فتحة تطل على سطح الأرض كذلك ومن خلالها الممر المؤد لحجرة الدفن حيث التابوت الحجري الخاص بالملك.
والمقبرة تعرضت لكثير من التخريب على مدار الزمان خاصة في عهد حورمحب خليفة آي على عرش مصر، والذي حمل على عاتقه مهمة محو أي ذكرى لملوك حقبة العمارنة خاصة هؤلاء الذين لم ينالوا شهرة واسعة خلال فترة حكمهم حيث بدى الختم الملكي لآي وقد طالته محاولات الطمس من على جدران المقبرة إلا أنه لم توجد أي محاولة لطمس الختم الخاص به من على التابوت أو غطائه.
والمقبرة تحوي نقوشا مماثلة لتلك المنقوشة على جدران مقبرة توت عنخ أمون (مقبرة 62)، إلا أنها تظهر نقوشا للمتوفى خائضا وسط مستنقع ونقوش أخرى لمشاهد من رحلة لصيد الأسماك وهي المقبرة الملكية الوحيدة التي تظهر مشاهد كهذه والتي وصفها عالم المصريات البريطاني جون جاردنر ويلكينسون بأنها «تفتقد الوقار» (مع العلم أنها مشاهد متكررة من مقابر نبلاء هذا العصر)، كما تشتهر المقبرة بنقوشها التي تصور رحلة صيد ملكية لاصطياد حيوان فرس النهر.
جدير بالذكر أن المقبرة هي أخر المقابر المشيدة بالوادي الغربي بوادي الملوك.

## المطبوعات
- Reeves, N & Wilkinson, R.H. The Complete Valley of the Kings, 1996, Thames and Hudson, London.
- Siliotti, A. Guide to the Valley of the Kings and to the Theban Necropolises and Temples, 1996, A.A. Gaddis, Cairo.

## وصلات خارجية
- مشروع تخطيط طيبة: مقبرة 23 - يضم وصفا وصورا وخرائط للمقبرة.